# Апостольский нунций в Новой Зеландии
Апостольский нунций в Королевстве Новой Зеландии — дипломатический представитель Святого Престола в Новой Зеландии. Данный дипломатический пост занимает церковно-дипломатический представитель Ватикана в ранге посла. Апостольская нунциатура в Новой Зеландии была учреждена на постоянной основе в 1968 году. Её резиденция находится в Веллингтоне.
В настоящее время Апостольским нунцием в Новой Зеландии является архиепископ Габор Пинтер, назначенный Папой Франциском 27 июля 2024 года.

## История
8 июня 1947 года, после создания Апостольской делегатуры Индонезии, декретом Cum per decretum Священной Конгрегации Пропаганды Веры Апостольская делегатура в Австралии изменила своё название в пользу Апостольская делегатура в Австралии, Новой Зеландии и Океании.
1 ноября 1968 года была создана Апостольская делегатура в Новой Зеландии и Тихого океана, в связи с бреве Quo plus efficientiae Папы Павла VI, выводя территории из под юрисдикции предыдущей Апостольской делегатуры в Австралии, Новой Зеландии и Океании.
Апостольская нунциатура в Новой Зеландии была учреждена 20 июня 1973 года бреве Qui in beatissimi Папы Павла VI. В то же время апостольский нунций был назначен апостольским делегатом в Тихом океане.
С начала девяностых годов XX века, Святой Престол установил дипломатические отношения со всеми республиками Тихоокеанского региона: в каждой из них нунцием является апостольский нунций в Новой Зеландии.

## Апостольские нунции в Новой Зеландии

### Апостольские делегаты в Австралии, Новой Зеландии и Океании
- Джованни Панико — (8 июня 1947 — 28 сентября 1948 — назначен апостольским нунцием в Перу);
- Паоло Марелла — (27 октября 1948 — 15 апреля 1953 — назначен апостольским нунцием во Франции);
- Ромоло Карбони — (28 сентября 1953 — 2 сентября 1959 — назначен апостольским нунцием в Перу);
- Максимильен де Фюрстенберг — (21 ноября 1959 — 28 апреля 1962 — назначен апостольским нунцием в Португалии);
- Доменико Энричи — (1 октября 1962 — 1 ноября 1968);
- Рэймонд Филипп Эттельдорф — (21 декабря 1968 — 5 октября 1973).

### Апостольские нунции
- Рэймонд Филипп Эттельдорф — (5 октября 1973 — 21 июня 1974 — назначен апостольским про-нунцием в Эфиопии);
- Анджело Ачерби — (22 июня 1974 — 14 августа 1979 — назначен апостольским нунцием в Колумбии);
- Антонио Маньони — (24 апреля 1980 — 22 июля 1989 — назначен апостольским про-нунцием в Египте);
- Томас А. Уайт — (14 октября 1989 — 27 апреля 1996);
- Патрик Коувни — (27 апреля 1996 года — 25 января 2005 — назначен апостольским нунцием в Греции);
- Чарльз Дэниэл Бэлво — (1 апреля 2005 — 17 января 2013 — назначен апостольским нунцием в Кении и Постоянным наблюдателем в органах Организации Объединённых Наций по окружающей среде и человеческим поселениям);
- Мартин Кребс — (8 мая 2013 — 16 июня 2018 — назначен апостольским нунцием в Уругвае);
- Новатус Ругамбва — (29 марта 2019 — 27 июля 2024, в отставке, в связи с болезнью);
- Габор Пинтер — (29 марта 2019 — по настоящее время).